# Întreprinderea de Autoturisme Timișoara
Tehnometal (devenită ulterior Întreprinderea de Autoturisme Timișoara (I.A.T.), cunoscută și doar ca Autoturisme Timișoara) a fost o fabrică de autoturisme din Timișoara. Fabrica a încetat producția de autoturisme la sfârșitul anului 1991.
Era producătorul Daciei 500, fabrică apărută din fosta companie Tehnometal pe 1 ianuarie 1985, și care funcționează sub Tehnomet încă de la sfârșitul producției de vehicule în 1991. Sediul fabricii de pe atunci Calea Buziașului a fost modernizat la mijlocul anilor 1980 pentru a putea produce un număr suficient de vehicule destinate motorizării în masă.

## Istorie
În 1879, Mihai Bozsak a înființat un atelier de fabricare a articolelor din sârmă și a mobilierului din fier, pe strada Santului nr. 10, ulterior strada Gloriei nr. 11. În 1926, devine „Societatea Anonima M. Bozsak și Fiul Societate pe acțiuni Timișoara”, având ca activitate fabricarea de mărfuri și accesorii pentru șelărie, lăcătușerie, mobilier din fier și alamă, sârmă, foi perforate, butoaie de tablă, soclu, paturi de camping și vânzarea acestora, cu un capital social de 12.000.000 de lei împărțiți în 2300 de acțiuni. Fondatorii companiei au fost Mihai Bozsak senior, Francisc și Mihai Bozsak junior, Francisc Fischer, Francisc Molnar și Francisc Genzinger. Piețele de vânzare au fost: Bulgaria, Turcia, Egipt, Palestina, Ungaria și România.
În timpul celui de-al Doilea Război Mondial, fabrica a fost militarizată.
La 11 iunie 1948, fabrica a fost naţionalizată şi şi-a schimbat denumirea în FABRICA „SOLIDARITATEA” TIMIŞOARA, iar din 1950, în urma fuziunii cu alte întreprinderi, în Întreprinderea de Stat Tehnometal Timişoara; iar în 1960 s-a comasat cu Fabrica de Lanţuri „Partizanul” Timişoara.
Din 1954 a început să producă mașini agricole, iar din 1960, cabluri de comandă pentru autovehicule.

### Producția de autoturisme
Constantin Hlebovschi, unul dintre inginerii din echipa de probe, descrie condițiile de lucru în fabrica timișoreană:
„Trebuia facut un autoturism cum n-a mai fost pe piata. Sa aiba mai putin de trei metri lungime si care sa poata transporta doi adulti si doi copii. Mai trebuia sa consume 3 litri la suta de kilometri si sa coste 17.000 lei. Din pacate, la Tehnometal, unde se fabrica masina, lucrau oameni cu mentalitate de fabricanti de custi de iepuri, care n-au muncit nici macar o ora in industria auto”
În 1992 Guvernul a închis fabrica de la Timișoara.